# Internationella musikerfederationen
Internationella musikerfederationen (FIM) är en internationell facklig organisation för yrkesmusiker, bildad 1948. FIM har omkring 65 medlemsförbund i 57 länder. Organisationen har tre regionala avdelningar: Fim African Committee (FAC), Grupo Latinoamericano de Músicos (GLM) och European group of FIM.
FIM:s internationella namn är på engelska International Federation of Musicians och på franska Féderation Internationale des Musiciens.